# メンヒスデッギンゲン
メンヒスデッギンゲン (ドイツ語: Mönchsdeggingen) はドイツ連邦共和国バイエルン州シュヴァーベン行政管区のドナウ＝リース郡に属す町村（以下、本項では便宜上「町」と記述する）で、ネルトリンゲンに本部を置くリース行政共同体を構成する自治体の一つである。

## 地理
メンヒスデッギンゲンはアウクスブルク地方のリース南縁に位置する。

### 自治体の構成
この町は、公式には7つの地区 (Ort) からなる。このうち小集落や孤立農場などを除く集落を以下に列記する。
- メルツィンゲン
- メンヒスデッギンゲン
- ロールバッハ
- シャフハウゼン
- ツルネック
- ウンターマーゲルバイン
- ツィスヴィンゲン

## 歴史
デッギンゲンは1007年に皇帝ハインリヒ2世の文書に初めて記録されている。この頃、この町にはすでに修道院があった。この修道院は1347年以降、エッティンゲン伯、後のカトリック諸侯エッティンゲン＝ヴァラーシュタイン侯と関連を深めた。しかし、その後町と修道院はエッティンゲン家の別の2つの家系が支配した。1802年にこの修道院は橋された。1806年のライン同盟によってこの町と世俗化された修道院はバイエルン領となった。1818年に現在の行政自治体が成立した。
2007年にこの町は、1000年祭を祝った。

### 人口推移
- 1970年 1,581人
- 1987年 1,003人
- 2000年 1,542人

## 行政
町長はカーリーン・ベルクドルト (Wählergruppe Einigkeit) である。

### 紋章
図柄: 上下二分割。下部は赤地に下半分だけの銀の斜め十字。上部はさらに左右二分割。向かって左は青地に金の脚と嘴を持つガチョウ。向かって右は赤い先広十字。
各地区の紋章

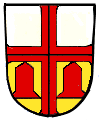
メルツィンゲン
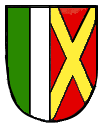
ロールバッハ
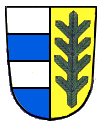
シャフハウゼン
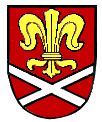
ウンターマーゲルバイン
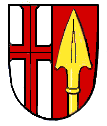
ツィスヴィンゲン

## 文化と見所
- 修道院
- ツルネック城趾
- 旧シナゴーグとミクヴェ
- プレラーテン湖

## 経済と社会資本

### 教育
- 国民学校 1校

## 引用
1. ↑  https://www.statistikdaten.bayern.de/genesis/online?operation=result&code=12411-003r&leerzeilen=false&language=de Genesis-Online-Datenbank des Bayerischen Landesamtes für Statistik Tabelle 12411-003r Fortschreibung des Bevölkerungsstandes: Gemeinden, Stichtag (Einwohnerzahlen auf Grundlage des Zensus 2011)
2. ↑  Bayerische Landesbibliothek Online